# Systoechus lightfooti
Systoechus lightfooti är en tvåvingeart som beskrevs av Hesse 1938. Systoechus lightfooti ingår i släktet Systoechus och familjen svävflugor. Inga underarter finns listade i Catalogue of Life.